# 2e Amerikaans Congres

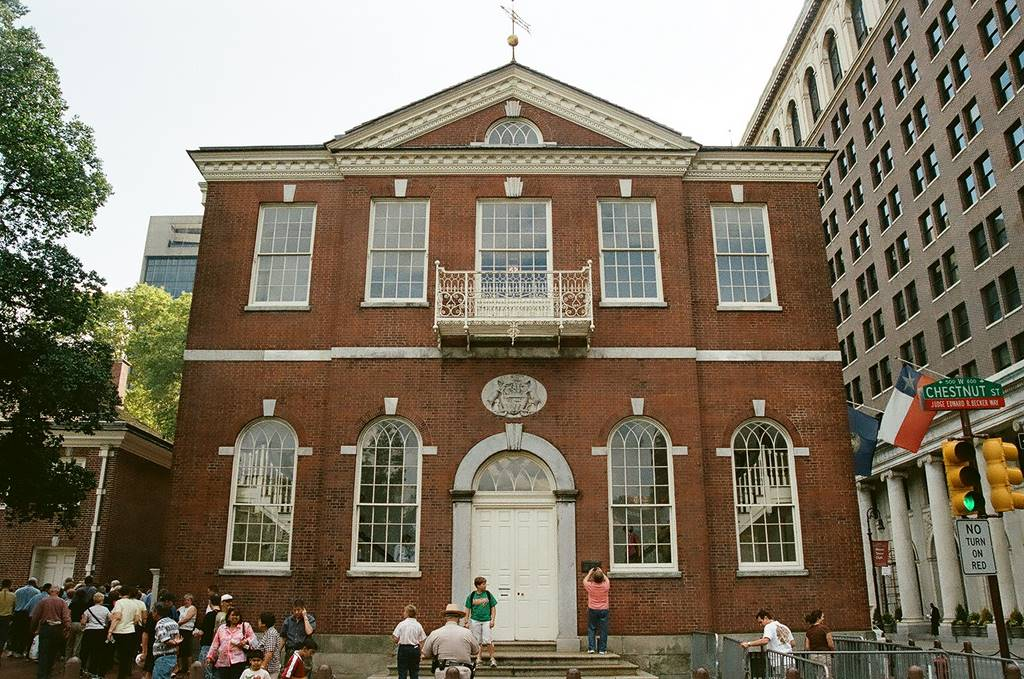
Congress Hall in Philadelphia.

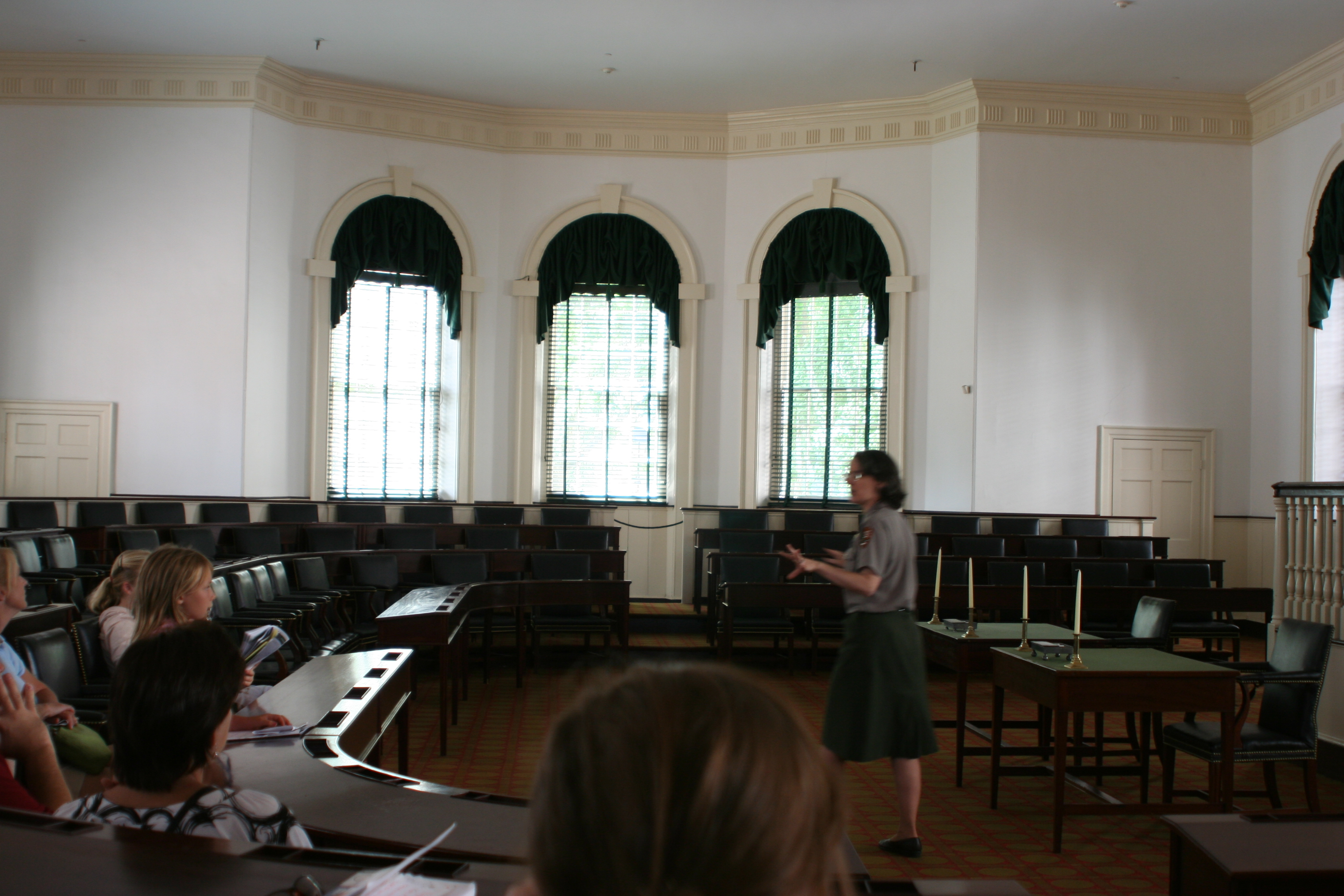
Zaal van de Huis van Afgevaardigden.

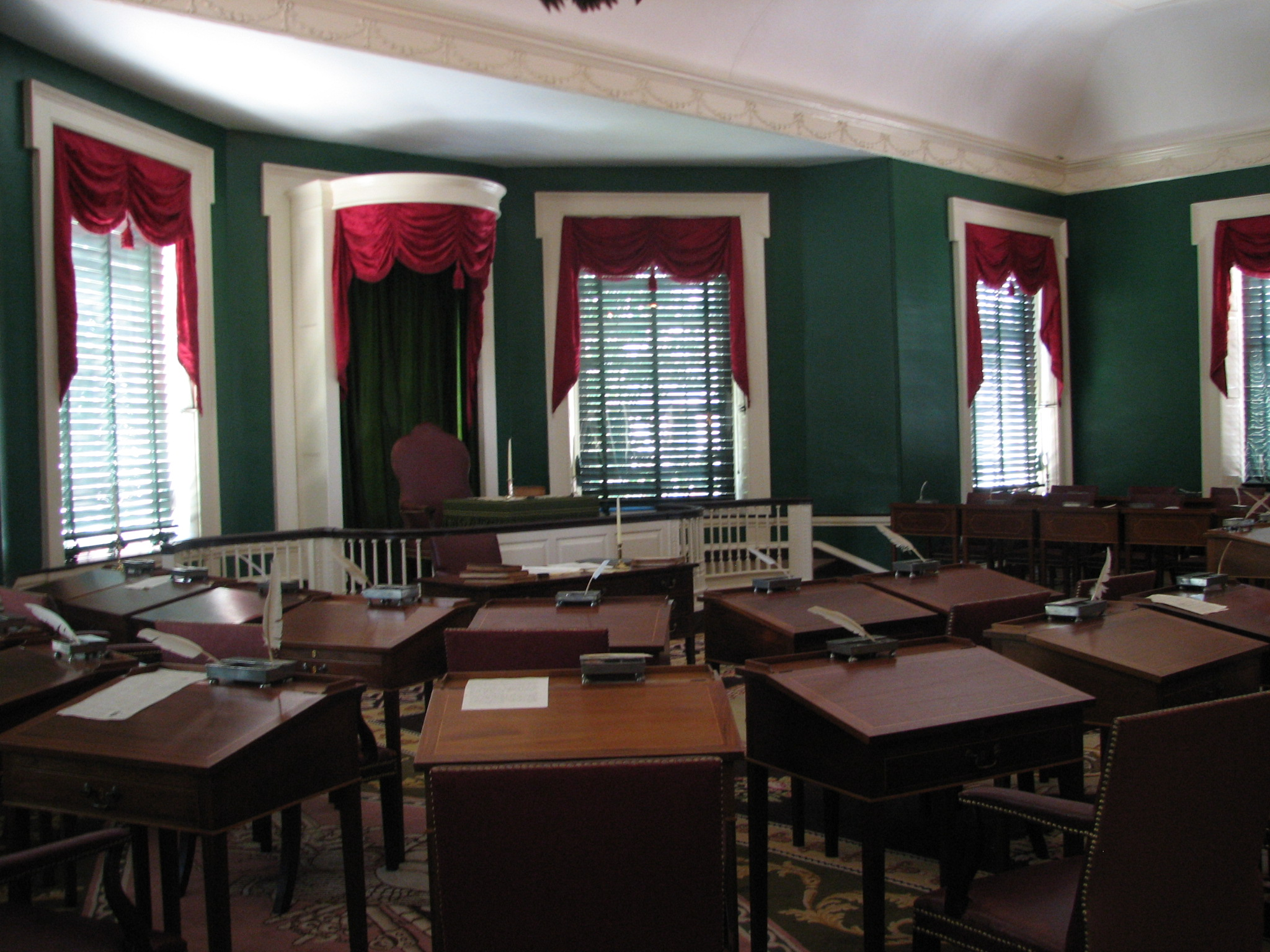
Zaal van de Senaat.

Het 2e Amerikaans Congres was het tweede Congres van de Amerikaanse federale overheid en bestond uit de Amerikaanse Senaat en het Huis van Afgevaardigden. Het congres kwam bij een van 24 oktober 1791 tot en met 2 maart 1793 in de Congress Hall in Philadelphia. Tijdens de laatste twee jaren van de eerste ambtstermijn van president George Washington. Dit congres werd opgevolgd door het 3e Amerikaans Congres.

## Data van sessies
4 maart 1791 - 3 maart 1793
- speciale sessie van de Senaat: 4 maart 1791
- 1ste sessie: 24 oktober 1791 - 8 mei 1792
- 2de sessie: 5 november 1792 - 2 maart 1793

## Nieuwe staten
- 4 maart 1791 — Vermont ratificeerde de Amerikaanse Grondwet en werd zodoende de 14e Staat
- 1 juni 1792 — Kentucky ratificeerde de Amerikaanse Grondwet en werd zodoende de 15e Staat

## Leden van deAmerikaanse Senaat
- (P): Pro-Administration
- (A): Anti-Administration

#### Connecticut
- 1: Oliver Ellsworth (P)
- 3: William S. Johnson {P), tot 4 maart, 1791
Roger Sherman (P), vanaf 13 juni, 1791 – einde

#### Delaware
- Richard Bassett {P)
- George Read (P)

#### Georgia
- William Few {A)
- James Gunn {A)

#### Kentucky
- John Edwards (A)
- John Brown (A)

#### Maryland
- John Henry (P)
- Charles Carroll (P), tot 30 november 1792
Richard Potts (P), van 10 januari 1793 – einde

#### Massachusetts
- Caleb Strong (P)
- George Cabot (P)

#### New Hampshire
- John Langdon (P)
- Paine Wingate (A)

#### New Jersey
- Philemon Dickinson (P)
- John Rutherfurd (P)

#### New York
- Rufus King (P)
- Aaron Burr (A)

#### North Carolina
- Benjamin Hawkins (A)
- Samuel Johnston (P)

#### Pennsylvania
- Robert Morris (P)
- vacant

#### Rhode Island
- Theodore Foster (P)
- Joseph Stanton, Jr. (A)

#### South Carolina
- Pierce Butler (A)
- Ralph Izard (P)

#### Vermont
- Moses Robinson {A)
- Stephen R. Bradley {A)

#### Virginia
- Richard Henry Lee (A), tot 8 oktober, 1792
John Taylor (A), vanaf 18 oktober 1792 – einde
- James Monroe (A)

## Leden van deHuis van Afgevaardigden
- (P): Pro-Administration
- (A): Anti-Administration

#### Connecticut
1. James Hillhouse (P)
2. Amasa Learned (P)
3. Jonathan Sturges (P)
4. Jonathan Trumbull, Jr.(P)
5. Jeremiah Wadsworth (P)

#### Delaware
1. John Vining (P)

#### Georgia
1. Anthony Wayne (A), tot 21 maart, 1792

- John Milledge (A),vanaf 22 november 1792 – einde

1. Abraham Baldwin (A)
2. Francis Willis (A)

#### Kentucky
1. Christopher Greenup (A)
2. Alexander D. Orr (A)

#### Maryland
1. Philip Key (P)
2. Joshua Seney (A), tot 1 mei 1792

- William Hindman (P), vanaf 30 januari 1793 – einde

1. William Pinkney (P), tot november 1791

- John F. Mercer(A), vanaf 6 februari 1792 – einde

1. Samuel Sterett (A)
2. William Vans Murray (P)
3. Upton Sheredine (A)

#### Massachusetts
1. Fisher Ames (P)
2. Benjamin Goodhue (P)
3. Elbridge Gerry (A)
4. Theodore Sedgwick (P)
5. Shearjashub Bourne (P)
6. George Leonard (P)
7. Artemas Ward (P)
8. George Thatcher (P)

#### New Hampshire
1. Nicholas Gilman (P)
2. Samuel Livermore (P)
3. Jeremiah Smith (P)

#### New Jersey
1. Elias Boudinot (P)
2. Abraham Clark (P)
3. Jonathan Dayton (P)
4. Aaron Kitchell (P)

#### New York
1. Thomas Tredwell (A)
2. John Laurance (P)
3. Egbert Benson (P)
4. Cornelius C. Schoonmaker (A)
5. Peter Silvester (P)
6. James Gordon (P)

#### North Carolina
1. John Steele (P)
2. Nathaniel Macon (A)
3. John Baptista Ashe (A)
4. Hugh Williamson (A)
5. William Barry Grove (P)

#### Pennsylvania
1. Thomas Fitzsimons (P)
2. Frederick Muhlenberg (A)
3. Israel Jacobs (P)
4. Daniel Hiester (A)
5. John W. Kittera (P)
6. Andrew Gregg (A)
7. Thomas Hartley (P)
8. William Findley (A)

#### Rhode Island
1. Benjamin Bourne (P)

#### South Carolina
1. William L. Smith (P)
2. Robert Barnwell (P)
3. Daniel Huger (P)
4. Thomas Sumter (A)
5. Thomas Tudor Tucker (A)

#### Vermont
1. Israel Smith (A) , vanaf 17 oktober 1791 – einde
2. Nathaniel Niles (A) vanaf 17 oktober 1791 – einde

#### Virginia
1. Alexander White (P)
2. John Brown (A), tot 1 juni 1792

- Vacant, vanaf 2 juni, 1792 – einde

1. Andrew Moore (A)
2. Richard Bland Lee (P)
3. James Madison (A)
4. Abraham B. Venable (A)
5. John Page (A)
6. Josiah Parker (A)
7. William B. Giles (A)
8. Samuel Griffin(A)